# Malaysia tại Đại hội Thể thao Đông Nam Á 2007
Malaysia tham dự Đại hội Thể thao Đông Nam Á 2007 tại thành phố Nakhon Ratchasima, Thái Lan từ ngày 6 đến ngày 16 tháng 12 năm 2007.

## Thành tích

### Bảng huy chương
|      | Môn                  | Vàng | Bạc | Đồng | Tổng |
| ---- | -------------------- | ---- | --- | ---- | ---- |
| 01.  | Karate               | 8    | 3   | 5    | 16   |
| 02.  | Bơi                  | 7    | 8   | 8    | 23   |
| 03.  | Điền kinh            | 7    | 3   | 9    | 19   |
| 04.  | Nhảy cầu             | 7    | 3   | 3    | 13   |
| 05.  | Đua xe đạp           | 4    | 5   | 4    | 13   |
| 06.  | Bowling              | 4    | 3   | 6    | 13   |
| 07.  | Thể dục nhịp điệu    | 4    | 2   | 5    | 11   |
| 08.  | Cưỡi ngựa            | 4    | 2   | 1    | 7    |
| 09.  | Bóng gỗ trên cỏ      | 4    | 1   | 1    | 6    |
| 10.  | Bắn súng             | 2    | 3   | 5    | 10   |
| 11.  | Billiards và Snooker | 2    | 3   | 2    | 7    |
| 12.  | Đua thuyền buồm      | 2    | 2   | 4    | 8    |
| =.   | Thể dục dụng cụ      | 2    | 2   | 4    | 8    |
| 14.  | Wushu                | 2    | 2   | 2    | 6    |
| 15.  | Bắn cung             | 2    | 2   | 1    | 5    |
| 16.  | Taekwondo            | 2    | 1   | 5    | 8    |
| 17.  | Khúc côn cầu         | 2    | 0   | 0    | 2    |
| 18.  | Bóng quần            | 1    | 1   | 0    | 2    |
| 19.  | Bóng rổ              | 1    | 0   | 1    | 2    |
| 20.  | Ba môn phối hợp      | 1    | 0   | 0    | 1    |
| =.   | Polo                 | 1    | 0   | 0    | 1    |
| 22.  | Quyền Anh            | 0    | 2   | 3    | 5    |
| 23.  | Pencak Silat         | 0    | 1   | 6    | 7    |
| 24.  | Judo                 | 0    | 1   | 3    | 4    |
| 25.  | Bóng bàn             | 0    | 1   | 2    | 3    |
| 26.  | Cử tạ                | 0    | 1   | 1    | 2    |
| 27.  | Bóng đá trong nhà    | 0    | 1   | 0    | 1    |
| 28.  | Cầu lông             | 0    | 0   | 4    | 4    |
| 29.  | Bi sắt               | 0    | 0   | 3    | 3    |
| 30.  | Bóng ném             | 0    | 0   | 2    | 2    |
| =.   | Đấu kiếm             | 0    | 0   | 2    | 2    |
| =.   | Golf                 | 0    | 0   | 2    | 2    |
| 33.  | Bóng chuyền bãi biển | 0    | 0   | 1    | 1    |
| =.   | Khiêu vũ thể thao    | 0    | 0   | 1    | 1    |
| =.   | Quần vợt             | 0    | 0   | 1    | 1    |
| Tổng | Tổng                 | 68   | 52  | 96   | 216  |

### Vàng
- Ba môn phối hợp

  - Ba môn phối hợp nữ: Kimbeleyyap Fui Li
- Bắn cung
  - 1 dây nam: Cheng Chu Sian
  - 1 dây đồng đội nam: Cheng Chu Sian, Sulaiman Muhammad Marbawi, Wan Abd W M.Khalmizam
- Bắn súng
  - Súng ngắn hơi bắn nhanh 25 m đồng đội nam: Adzha Hafiz, Amir Hasan Hasli Izwan, Mohamed Mohd Ridzuan
  - Súng trường 50 m nằm bắn đồng đội nữ: Ibrahim Nur Ain, Mohd Taibi Nur Suryani, Hamed Haslisa
- Billiards và Snooker
  - 9 bi đơn nam: Moh Keen Ho
  - Snooker đơn nam: Moh Keen Ho

- Bóng gỗ trên cỏ

  - Đôi nam: Azim Azami Mohd Ariffin, Mohd Amir Mohd Yusof
  - Ba nam: Fairul Izwan Abd Muin, Mohd Azwan Shuhaimi, Zulhilmie Redzuan
  - Đôi nữ: Azlina Arshad, Emma Firyana Saroji
  - Ba nữ: Maisarah Aminludin, Nor Fidrah Noh, Nor Hasimah Ismail
- Bóng quần
  - Đơn nam: Keo Jinn Chung Elvinn
- Bóng rổ
  - Đội tuyển nữ
- Bowling
  - Đôi nữ: Cheah Mei Lan, Zatil Iman Abdul Ghani
  - Ba nữ: Cheah Mei Lan, Zatil Iman Abdul Ghani, Zulkifli Shalin
  - Đồng đội 5 thành viên nữ: Cheah Mei Lan, Zatil Iman Abdul Ghani, Zulkifli Shalin, Koh Sharon Suet Len, Siti Safiyah Amirah A.
  - Đôi nam nữ: Zulkifli Shalin, Zulkifli Zul Mazran

- Bơi
  - 200 m tự do nam: Bego Daniel
  - 100 m bơi bướm nam: Bego Daniel
  - 50 m tự do nữ: Chui Lai Kwan
  - 400 m tự do nữ: Khoo Cai Lin
  - 800 m tự do nữ: Khoo Cai Lin
  - 200 m bơi ngửa nữ: Lew Yih Wey
  - 200 m 4 kiểu bơi nữ: Siow Yi Ting
- Cưỡi ngựa

  - Huấn luyện ngựa cá nhân: Ambak Qabil
  - Huấn luyện ngựa cá nhân: Ambak Qabil, Nur Quzandria, Lee Cheng Ni Diani, Alia Soraya Putri
  - Vượt chướng ngại vật cá nhân: Ambak Qabil
  - Vượt chướng ngại vật đồng đội: Ambak Qabil, Ambak Quzier, Zulhasnan Syazna Leena Bt, Almohdzar Syed Omar

- Điền kinh

  - 110 m vượt rào nam: Wan Sofian Rayzam Shah
  - 4x400 m tiếp sức nam: Mohd Zafril, Muhamad Zaiful, Subramaniam Thipan, Krishnan Amran Raj
  - 20 km đi bộ nam: Teoh Boon Lim
  - Nhảy cao nam: Lee Hup Wei
  - 20 km đi bộ nữ: Yuan Yu Fang
  - Nhảy sào nữ: Samsu Roslinda
  - Ném búa nữ: Abdullah Siti Shahida
- Đua thuyền buồm
  - Thuyền buồm Laser quốc tế: Muhamad Mohd Rormzi
  - Thuyền buồm Laser quốc tế: Anuar Nurul Elia

- Đua xe đạp

  - Nội dung lòng chảo - Tính giờ 1 km nam: Tisin Mohd Rizal
  - Nội dung lòng chảo - Rượt đuổi đồng đội nam: Rusli Amir Mustafa, Ruslan Mohd Jasmin, Amrun Mohammad Akmal, Saleh Mohd Harrif
  - Nội dung lòng chảo - Đua nước rút cá nhân nam: Ng Onn Lam Josiah
  - Nội dung lòng chảo - Đua nước rút đồng đội nam: Tisin Mohd Rizal, Mohamad Nasir Junaidi, Md Yunos Muhammad Edrus
- Karate
  - Kata cá nhân nam: Ku Jin Keat
  - Dưới 55 kg nam: Ramasamy Puvaneswaran
  - Dưới 65 kg nam: Lim Yoke Wai
  - Dưới 75 kg nam: Supremaniam Mahendran
  - Tự do nam: Lim Yoke Wai
  - Kata cá nhân nữ: Lim Lee Lee
  - Trên 60 kg nữ: Jamaludin Jamalliah
  - Tự do nữ: Gopalasamy Yamini
- Khúc côn cầu
  - Đội tuyển nam
  - Đội tuyển nữ

- Nhảy cầu
  - Cầu mềm 1 m nam: Yeoh Kee Nee
  - Cầu mềm 3 m nam: Yeoh Kee Nee

  - Cầu mềm 3 m đôi nam: Yeoh Kee Nee, Rossharisham Roslan
  - Cầu cứng 10 m nam: Lomas Bryan
  - Cầu mềm 1 m nữ: Leong Mun Yee
  - Cầu mềm 3 m đôi nữ: Leong Mun Yee, Imie Elizabeth
  - Cầu cứng 10 m đôi nữ: Cheong Jun Hong, Pandelela Rinong
- Polo
  - Đội tuyển nam
- Taekwondo
  - Dưới 51 kg nữ: Teo Elaine Shueh Fhern
  - Dưới 72 kg nữ: Che Chew Chan
- Thể dục dụng cụ
  - Xà đơn nam: Ooi Wei Siang
  - Xà lệch nữ: Chan Sau Wah

- Thể dục nhịp điệu
  - Chùy: Lim Wen Chean
  - Dải lụa: Lim Wen Chean
  - Dây: Lim Wen Chean
  - Đồng đội
- Wushu

  - Nam quyền nữ: Bong Siong Lin Diana
  - Thái cực quyền nữ: Chai Fong Ying

### Bạc

- Bắn cung
  - 1 dây nam: Wan Abd W M.Khalmizam

  - 1 dây đồng đội nữ: Abd Samah Irza Hanie, Subramaniam Anbarasi, Taip Nor Aziera
- Bắn súng
  - Súng ngắn hơi bắn nhanh 25 m nam: Amir Hasan Hasli Izwan
  - Súng trường 50 m nằm bắn nữ: Mohd Taibi Nur Suryani
  - Súng trường hơi 10 m đồng đội nữ: Mohd Taibi Nur Suryani, Zulkifli Muslifah, Rahim Raja Shahera

- Billiards và Snooker

  - Billiards Anh đôi nam: Bin Yurnalis Roslan, Moh Loon Hong
  - Snooker đôi nam: Moh Keen Ho, Yong Kein Foot
  - Snooker đôi nam: Yong Kein Foot, Moh Loon Hong, Thor Chuan Leong
- Bóng bàn
  - Đơn nữ: Ng Sock Khim
- Bóng đá trong nhà
  - Đội tuyển nam
- Bóng gỗ trên cỏ
  - Đơn nữ: Siti Zalina Ahmad
- Bóng quần
  - Đơn nam: Adnan Mohd Nafzahizam

- Bowling
  - Đơn nam: Liew Alex Kien Liang

  - Đồng đội 5 thành viên nam: Liew Alex Kien Liang, Ang Adrian Hsien L., Kong Aaron Eng Chuan, Lim Daniel Tow Chuang, Zulkifli Zul Mazran
  - Master nữ: Cheah Mei Lan
- Bơi
  - 100 m tự do nam: Bego Daniel
  - 50 m tự do nữ: Leung Chii Lin
  - 100 m bơi ếch nữ: Siow Yi Ting
  - 200 m bơi ếch nữ: Siow Yi Ting
  - 100 m bơi bướm nữ: Los Santos Louisa
  - 400 m 4 kiểu bơi nữ: Siow Yi Ting
  - 4x100 m tự do tiếp sức nữ: Siow Yi Ting, Gan Heidi, Leung Chii Lin, Khoo Cai Lin
  - 4x100 m 4 kiểu bơi tiếp sức nữ: Siow Yi Ting, Chai Sook Fun, Leung Chii Lin, Los Santos Louisa

- Cưỡi ngựa

  - Huấn luyện ngựa cá nhân: Nur Quzandria
  - Eventing đồng đội: Suppiah Lingesparan, Lee Edric, Zulkefle Amir, Lee Johari Bin
- Cử tạ
  - Trên 105 kg nam: Chemat Che Mohd Azrol
- Điền kinh
  - 1500 m nam: Mahendran Vadivellan
  - 100 m vượt rào nữ: Moh Siew Wei
  - Nhảy ba bước nữ: Ngew Sin Mei
- Đua thuyền buồm
  - Thuyền buồm quốc tế 470 nữ: Md Isa Nurul Ain, Yaacop Noor Balqis
  - Thuyền Optimist nam (U15): Mohd Asri Mohd Nazrin Muiz

- Đua xe đạp

  - Nội dung đường trường - Nam xuất phát đồng hàng 160.30 km: Hassan Suhardi
  - Nội dung lòng chảo - Tính giờ 1 km nam: Awang Mohd Azizulhasni
  - Nội dung lòng chảo - Rượt đuổi cá nhân nam: Rusli Amir Mustafa
  - Nội dung lòng chảo - Đua nước rút cá nhân nam: Awang Mohd Azizulhasni
  - Nội dung lòng chảo - Rượt đuổi cá nhân nữ: Leow Hoay Sim Uracca
- Judo
  - Đặc biệt nhẹ dưới 60 kg nam: Hein Latt Zaw

- Karate

  - Kumite đồng đội nam: Ramasamy Puvaneswaran, Lakanathan Kunasilan,Lim Yoke Wai, Jamaludin Shaharudin, Supremaniam Mahendran, Vijayakumar Oayaseelah, Mahamut Mohd Hatta Bin
  - Kata đồng đội nữ: Lim Lee Lee, Thoe Ai Poh, Chin Fang Yin
  - Dưới 60 kg nữ: Gopalasamy Yamini
- Nhảy cầu
  - Cầu mềm 3 m nam: Rossharisham Roslan
  - Cầu mềm 3 m nữ: Leong Mun Yee
  - Cầu cứng 10 m nữ: Pandelela Rinong
- Pencak Silat
  - Dưới 50 kg nữ: Haji Adnan Rina Jordana

- Quyền Anh
  - Hạng ruồi nhẹ 48 kg nam: Mohamad Zamzai Azizi
  - Hạng bán trung nhẹ 69 kg nam: Hj Mohd Haron Mohamad Farkhan
- Taekwondo
  - Dưới 62 kg nam: Ryan Chong Wy Lunn
- Thể dục dụng cụ
  - Toàn năng nam: Ooi Wei Siang
  - Cầu thăng bằng nữ: Chan Sau Wah
- Thể dục nhịp điệu
  - Vòng: Lim Wen Chean
  - Cá nhân: Lim Wen Chean
- Wushu
  - Đối luyện đôi nam: Lim Yew/Ng Say/Wee
  - Thái cực quyền nữ: Ng Shin Yll

### Đồng

- Bắn cung
  - 3 dây đồng đội nam: Lau Siew Hong, Soo Teck Kim, Ting Leong Fong

- Bắn súng

  - Súng ngắn hơi bắn nhanh 25 m nam: Adzha Hafiz
  - Súng trường 50 m 3 tư thế đồng đội nam: Mohd Hamelay Mutalib, Mohd Sabki Mohd Din, Ahmad Aqqad Yahya
  - Bắn đĩa bay Trap đồng đội nam: Chen Seong Fook, Leong Wei Heng, Bernard Yeoh Cheng Han
  - Súng trường 50 m 3 tư thế nữ: Mohd Taibi Nur Suryani
  - Súng trường 50 m 3 tư thế đồng đội nữ: Ibrahim Nur Ain, Mohd Taibi Nur Suryani, Hamed Haslisa
- Bi sắt
  - Nam kỹ thuật: Saiful Bahri Musmin
  - Cá nhân nữ: Rabiah Abd Rahman
  - Đôi nữ: Roslina Abdul Rashid, Wan Sazimah Wan Yaacob
- Billiards và Snooker
  - 8 bi đơn nam: Bin Amir Ibrahim
  - 9 bi đôi nam: Bin Amir Ibrahim, Lee Poh Soon
- Bóng bàn
  - Đồng đội nữ: Ng Sock Khim, Beh Lee Wei, Chiu Soo Jiin, Gam Gaik Ding
  - Đôi nam: Ibrahim Muhd Shakirin, Chai Kian Beng
- Bóng chuyền bãi biển
  - Nữ: Beh Shun Thing, Luk Teck Hua
- Bóng gỗ trên cỏ
  - Đơn nam: Safuan Said

- Bóng ném
  - Đội tuyển nam
  - Đội tuyển nữ
- Bóng rổ
  - Đội tuyển nam
- Bowling
  - Đơn nam: Zulkifli Zul Mazran

  - Đôi nam: Zulkifli Zul Mazran, Kong Aaron Eng Chuan
  - Ba nam: Zulkifli Zul Mazran, Kong Aaron Eng Chuan, Ang Adrian Hsien L.
  - Master nam: Zulkifli Zul Mazran
  - Đơn nữ: Zulkifli Shalin
  - Đôi nữ: Zulkifli Shalin, Siti Safiyah Amirah A.

- Bơi
  - 200 m bơi bướm nam: Bego Daniel

  - 4x200 m tự do tiếp sức nam: Lim Kevin, Chang Eric, Bego Daniel, Yeap Kevin
  - 800 m tự do nữ: Lew Yih Wey
  - 100 m bơi ngửa nữ: Chai Sook Fun
  - 100 m bơi bướm nữ: Liew Marellyn
  - 200 m bơi bướm nữ: Hii Siew Siew
  - 400 m 4 kiểu bơi nữ: Lew Yih Wey
  - 4x200 m tự do tiếp sức nữ: Gan Heidi, Lew Yih Wey, Khoo Cai Lin, Ong Ming Xiu
- Cầu lông
  - Đơn nữ: Wong Pei Xian Julia
  - Đồng đội nam: Abdul Latif Mohd Rasif, Chan Kwong Beng, Gan Teik Chai James, Khoo Chung Chiat, Kuan Beng Hong, Lin Woon Fui, Tan Chun Seang, Tan Wee Kiong, Yeoh Kay Bin
  - Đồng đội nữ: Cheah Li Ya Lydia, Goh Liu Ying, Ng Hui Lin, Singh Anita Raj Kaur, Wong Pei Tty, Wong Pei Xian Julia, Woon Khe Wei
  - Đôi nam: Gan Teik Chai James, Lin Woon Fui
- Cưỡi ngựa
  - Eventing cá nhân: Zulkefle Amir
- Cử tạ
  - 62 kg nam: Mahayudin Naharudin
- Đấu kiếm
  - Kiếm liễu đơn nam: Mohd Arsad Zairul Zaimi
  - Kiếm ba cạnh đồng đội nam: Koh I Jie, Mohamed Yusoff Azroul Fazly, Mohd Yunos Amir, Ramachandran Ruberchandran

- Điền kinh
  - 100 m nam: Hadi Mohammad

  - 400 m nam: Zainal Abiding Muhamad Zaiful
  - 800 m nam: Ridzuan Mohd Jironi
  - 110 m vượt rào nam: Mohammad Muhd Faiz
  - 4x100 m tiếp sức nam: Hadi Mohammad, Ahmad Zaibidi, Nyat Mhd Latif, Ghazali Mohd Zabidi, Jeffry Arif Naim
  - Nhảy cao nam: Hassaim Ahmad Najwan Aqra
  - Nhảy xa nam: Mohd Syahrul Amri
  - 4x100 m tiếp sức nữ: Norizan Noor Hazwanie, Mohamad Siti Fatimah, Ibrahim Azizah, Jamaluddin Norjannah Hafiszah
  - Nhảy xa nữ: Ngew Sin Mei
- Đua thuyền buồm
  - Thuyền buồm quốc tế 420 nam: Ku Zamil Ku Anas, Djamaludin Amir Muizz
  - Thuyền Optimist nữ (U15): Chew Alissa
  - Thuyền Optimist đồng đội: Chew Alissa, Mohd Asri Mohd Nazrin Muiz, Mohd Afendy Khairul Nizam, Mahd Afendy Kharunnisa, Koh Boon Quan
  - Super Mod: Hairuddin Harith Amry Nasution

- Đua xe đạp

  - Nội dung lòng chảo - Tính giờ 500 m nữ: Mustapa Fatehah
  - Nội dung lòng chảo - Đua nước rút cá nhân nữ: Mustapa Fatehah
  - Nội dung lòng chảo - Đua nước rút đồng đội nữ: Mustapa Fatehah, Md Yusof Ruszatulzanariah, Allas Noor Azian
  - Nội dung lòng chảo - Đua tính điểm nữ: Leow Hoay Sim Uracca
- Golf
  - Đơn nam: M Nazari A
  - Đơn nữ: A Bakar A
- Judo
  - Bán nhẹ dưới 66 kg nam: Afandi Mohd Fakhrul
  - Nhẹ dưới 73 kg nam: Abdullah Marjan
  - Đặc biệt nhẹ dưới 48 kg nữ: Zainon Noor Maizura

- Karate

  - Kata đồng đội nam: Ku Jin Keat, Cheah Boon Chong, Tan Chee Sheng
  - Dưới 70 kg nam: Amaludin Shaharudin
  - Kumite đồng đội nữ: Anthony Vasantha Marial, Gopalasamy Vathana, Gopalasamy Yamini, Govindasamy Yugneswary
  - Dưới 48 kg nữ: Anthony Vasantha Marial
  - Dưới 53 kg nữ: Gopalasamy Vathana
- Khiêu vũ thể thao
  - Điệu Rumba Nam Mỹ: Yong Kwok Leong, Gooi Yee Zhen
- Nhảy cầu
  - Cầu mềm 1 m nam: Rossharisham Roslan

  - Cầu mềm 1 m nữ: Jimie Elizabeth
  - Cầu cứng 10 m nữ: Cheong Jun Hong

- Pencak Silat
  - Dưới 65 kg nam: Jailudin Ahmad Shahril
  - Dưới 80 kg nam: Abdulleh Faizal
  - Dưới 55 kg nữ: Wan Abdulrajak Wan N.
  - Dưới 60 kg nữ: Mohamad Malini
  - Dưới 65 kg nữ: Lajip Emy
  - Trên 65 kg nữ: Sapuan Masyura
- Quần vợt
  - Đồng đội nam: Sia Huey Teng, Chong Dorothy, Vythinathan Chellapriya, Noordin Jawairiah
- Quyền Anh
  - Hạng ruồi 51 kg nam: Abdul Karim Mohammad Ali
  - Hạng lông 57 kg nam: Kalai Eddey
  - Hạng nhẹ 60 kg nam: Paulus Paunandes

- Taekwondo
  - Dưới 54 kg nam: Kader Sultan Mohamad Hafiz
  - Dưới 84 kg nam: Wong Kai Meng
  - Trên 84 kg nam: Khamis Rozy
  - Dưới 67 kg nữ: Mohammad Zairy Norfaradila Binti
  - Trên 72 kg nữ: Shu Seo Hie
- Thể dục dụng cụ
  - Đồng đội nam: Ooi Wei Siang, Azlanshah Mohd, Azmi Mohd Azzam, Johari Mohd Shahril,Lum Wan Fooong, Onn Kwang Tung
  - Ngựa gỗ nam: Ooi Wei Siang
  - Vòng treo nam: Ooi Wei Siang
  - Đồng đội nữ: Chan Sau Wah, Ali Nabihah, Ang Tracie, Hasnan Noor H.F., Abd Hamid Nurul Fatiha, Loh Hui Xin

- Thể dục nhịp điệu
  - Vòng: Lee Yoke Jeng Jaime
  - Chùy: Foong Seow Ting
  - Dải lụa: Foong Seow Ting
  - Dây: Foong Seow Ting
  - Cá nhân: Foong Seow Ting
- Wushu
  - Đối luyện đôi nữ: Sandi/That That
  - Nam quyền nữ: Tai Cheau Xuen